# Reyes Maroto
María Reyes Maroto Illera, née à Medina del Campo le 19 décembre 1973, est une femme politique espagnole membre du Parti socialiste ouvrier espagnol (PSOE).
Députée de l'Assemblée de Madrid, elle est nommée ministre de l'Industrie, du Commerce et du Tourisme le 7 juin 2018.

## Biographie

### Scolarité
Elle est née le 19 décembre 1973 à Medina del Campo (province de Valladolid). Elle est licenciée en sciences économiques de l'université de Valladolid,.
Employée entre 2011 et 2013 par la Fondation IDEAS, elle est professeur associée au département d'Économie de l'université Charles-III de Madrid,.

### Députée régionale
Candidate en 20e position sur la liste du PSOE pour les élections à l'Assemblée de Madrid de 2015 pour la Communauté de Madrid, elle est élue et devient députée de l'Assemblée de Madrid pour le Xe législature où elle exerce les fonctions de porte-parole socialiste à la commission du Budget, de l'Économie, des Finances et de l'Emploi.

### Ministre de l'Industrie, du Commerce et du Tourisme
Elle est nommée ministre de l'Industrie, du Commerce et du Tourisme dans le gouvernement Sánchez I le 7 juin 2018. Elle quitte le gouvernement à la fin du mois de mars 2023 afin de mener campagne comme tête de liste du PSOE à Madrid dans le cadre des élections municipales du mois de mai.